# Kekec na hudi poti
Kekec na hudi poti je prva slovenska planinska pripovedka o Kekcu iz leta 1918, ki jo je napisal Josip Vandot. Ni izšla naenkrat, ampak v dvanajstih nadaljevanjih, prvič kot priloga mladinskega lista Zvonček (letnik19#1/2). Pisatelj je tole pripovedko kot božično darilce poklonil mali Reji Elsbacher. To je edina izmed vseh treh Vandotovih pripovedk o Kekcu, po kateri še ni bil posnet film.

## Izid po delih
| Del    | Izid po delih     | Strani | Številka     |        |
| ------ | ----------------- | ------ | ------------ | ------ |
| I II   | 1. januar 1918    | 7 8    | letnik19#1/2 | [ 2 ]  |
| III    | 1. marec 1918     | 8      | letnik19#3   | [ 3 ]  |
| IV     | 1. april 1918     | 8      | letnik19#4   | [ 4 ]  |
| V      | 1. maj 1918       | 6      | letnik19#5   | [ 5 ]  |
| VI VII | 1. julij 1918     | 7      | letnik19#6/7 | [ 6 ]  |
| VIII   | 1. avgust 1918    | 6      | letnik19#8   | [ 7 ]  |
| IX     | 1. september 1918 | 6      | letnik19#9   | [ 8 ]  |
| X      | 1. oktober 1918   | 9      | letnik19#10  | [ 9 ]  |
| XI     | 1. november 1918  | 7      | letnik19#11  | [ 10 ] |
| XII    | 1. december 1918  | 7      | letnik19#12  | [ 11 ] |